# Maple Leaf Foods
Maple Leaf Foods est une entreprise agro-alimentaire canadienne, fondée en 1927 par la fusion de plusieurs grandes entreprises de conditionnement de la viande de Toronto.

## Historique
La compagnie a été connue sous le nom de Canada Packers. Elle a été fondée en 1927 comme une fusion de plusieurs grandes entreprises de conditionnement de viande de Toronto. William Davies Company en a été immédiatement processeur, titre qu'il tiendra pour les soixante prochaines années.
Son activité principale était le porc et ses opérations massives de transformation de porcs destinés à l'exportation vers le Royaume-Uni. Installé aussi dans l'ouest du Canada, il y  devient le tueur le plus important de bœuf. Il a également pris d'autres marchés, la production de marques bien connues telles que le beurre d'arachide Squirrel et le fromage Black Diamond, et a également développé une division grand pain, mieux connu pour la marque Dempster (marque la plus vendue de pain au Canada), et basée à San Francisco grâce aux produits de la boulangerie. En 1944, il a également investi dans l'industrie du tannage en acquérant Beardmore & Co.
En 1975, elle a été répertoriée comme la 14e plus grande entreprise du Canada.
Durant les années 1980, la société a commencé à souffrir. Elle a été achetée par l'entreprise britannique Hillsdown Holdings qui ont vendu ou fermé la plupart de ses abattoirs et la tannerie. Elle a fusionné avec la société Maple Leaf Mills, en la renommant Maple Leaf. Ces efforts, menés par David Newton en tant que PDG et directeur financier Lewis Rose, ont été une réussite, et ont renoué avec la rentabilité.
Après avoir été repris avec succès, l'entreprise a été rachetée par Wallace McCain, ancien codirecteur général de McCain Foods, qui avait été évincé par son frère et copropriétaire de Harrison McCain, en 1995. En 2003, la société rachete sa rivale Schneider Foods. Elle est également l'une des plus grandes entreprises agroalimentaires du Canada, par ses possessions d'élevages de volailles et de porcs à travers le pays. L'abattoir principal est situé à Brandon, au Manitoba.
En février 2014, Grupo Bimbo acquiert pour 1,83 milliard de dollars canadiens, Canada Bread, la filiale spécialisé dans le pain, de Maple Leaf Foods.

## Principaux actionnaires
Au 18 mars 2020:
| Michael H. McCain                 | 39,1% |
| RBC Global Asset Management       | 10,3% |
| 1832 Asset Management             | 1,86% |
| The Vanguard Group                | 1,76% |
| Mackenzie Financial Corp.         | 1,35% |
| Norges Bank Investment Management | 0,96% |
| BMO Asset Management              | 0,94% |
| Gabelli Funds                     | 0,93% |
| Dimensional Fund Advisors         | 0,87% |
| Franklin Mutual Advisers          | 0,86% |

## Source
- (en) Cet article est partiellement ou en totalité issu de l’article de Wikipédia en anglais intitulé « Maple Leaf Foods » (voir la liste des auteurs).